# Fatumeta
Fatumeta ist eine osttimoresische Aldeia im Sucos Bairro Pite (Verwaltungsamt Dom Aleixo, Gemeinde Dili). 2015 lebten in Fatumeta 976 Menschen.

## Geographie
Fatumeta liegt im Westen des Sucos Bairro Pite, im gleichnamigen Stadtteil. Nördlich von Fatumeta, jenseits der Avenida de Manleuana liegt die Aldeia 5 de Outubro. Weiter im Westen reicht die Aldeia Fatumeta über die Avenida hinüber. Hier liegt westlich der Suco Comoro. Im Südwesten grenzt Fatumeta an die Aldeia Efaca und im Süden und Osten an die Aldeia Niken.
Die Besiedlung von Fatumeta konzentriert sich im Norden entlang der Avenida de Manleuana und der Rua do Kakau Lidun. Das Zentrum und der Süden sind nahezu unbesiedelt.